# Peterson
Peterson ist ein englischer Familienname.

## Herkunft und Bedeutung
Peterson ist ein ursprünglich patronymisch gebildeter englischer Familienname und bedeutet „Sohn des Peter“.

## Namensträger

### A
- A. Townsend Peterson (* 1964), US-amerikanischer Ornithologe, Ökologe und Evolutionsbiologe
- Adrian Peterson (* 1985), US-amerikanischer American-Football-Spieler
- Aelin Peterson (* 1974), US-amerikanische Skilangläuferin
- Agnes F. Peterson (1923–2008), deutsch-US-amerikanische Historikerin
- Alexis Peterson (* 1995), US-amerikanisch-deutsche Basketballspielerin
- Amanda Peterson (1971–2015), US-amerikanische Schauspielerin
- Amber Peterson (* 1982), kanadische Freestyle-Skierin
- Amy Peterson (* 1971), US-amerikanische Shorttrack-Läuferin
- Anders Peterson (* 1965), schwedischer Schwimmer
- Ann Peterson (* 1947), US-amerikanische Turmspringerin
- Annika Peterson (* 1972), amerikanische Schauspielerin

### B
- Barry Peterson, kanadischer Kameramann
- Bart Peterson (* 1958), US-amerikanischer Politiker
- Benjamin Peterson (* 1950), US-amerikanischer Ringer
- Bob Peterson (* 1961), US-amerikanischer Drehbuchautor
- Brent Peterson (Eishockeyspieler, 1958) (Brent Ronald Peterson; * 1958), kanadischer Eishockeyspieler und -trainer
- Brent Peterson (Eishockeyspieler, 1972) (* 1972), kanadischer Eishockeyspieler
- Bruno Peterson (1900–1966), deutscher Verleger

### C
- Carla Peterson (* 1974), argentinische Schauspielerin
- Cassandra Peterson (* 1951), amerikanische Schauspielerin
- Charles Peterson (* 1964), US-amerikanischer Fotograf
- Charles W. Peterson (1868–1944), kanadischer Unternehmer
- Chip Peterson (* 1987), US-amerikanischer Schwimmer
- Chris A. Peterson, US-amerikanischer Filmeditor
- Christopher Peterson (Psychologe) (Christopher M. Peterson; 1950–2012), US-amerikanischer Psychologe
- Christopher Peterson (Serienmörder) (* 1969), US-amerikanischer Serienmörder
- Christopher Peterson (Kostümbildner), Kostümbildner
- Colin Peterson (* 1946), australischer Schauspieler und Musiker
- Colleen Peterson (1950–1996), kanadische Sängerin und Gitarristin
- Collin Peterson (* 1944), US-amerikanischer Politiker

### D
- Daisy Peterson Sweeney (1920–2017), kanadische Klavierpädagogin und Organistin
- Dave Peterson (1931–1997), US-amerikanischer Eishockeyspieler
- David Peterson (* 1943), kanadischer Politiker
- David J. Peterson (* 1981), amerikanischer Schriftsteller, Linguist und Sprachenschöpfer
- David Robert Peterson (* 1943), kanadischer Rechtsanwalt und Politiker
- Dean Peterson (* 1988), australischer Eishockeyspieler
- Debbi Peterson (* 1961), US-amerikanische Musikerin
- Derrick Peterson (* 1977), US-amerikanischer Leichtathlet
- Donald H. Peterson (1933–2018), US-amerikanischer Astronaut
- Dorothy Peterson (1897–1979), US-amerikanische Schauspielerin
- Doug Peterson (Konstrukteur) (1945–2017), US-amerikanischer Konstrukteur von Segelyachten
- Doug Peterson (Skilangläufer) (* 1953), US-amerikanischer Skilangläufer
- Doug Peterson (Politiker) (* 1959), Attorney General des Bundesstaates Nebraska

### E
- Earl Peterson (1927–1971), US-amerikanischer Musiker
- Edmund Peterson, estnischer Fußballspieler
- Emma Peterson (1889–1965), estnische Pädagogin und Politikerin, siehe Emma Asson
- Eric Peterson (* 1964), US-amerikanischer Gitarrist
- Erik Peterson (1890–1960), deutscher Theologe
- Erik C. Peterson (* um 1964), pensionierter US-amerikanischer Generalleutnant
- Ernst Peterson-Särgava (1868–1958), estnischer Schriftsteller
- Ernst Conrad Peterson (1778–1841), deutscher Architekt
- Ester Peterson (1866–1960), schwedische evangelische Missionarin in Südindien
- Eugene H. Peterson (1932–2018), US-amerikanischer Pfarrer, Sprachwissenschaftler, Übersetzer und Dichter
- Eveli Peterson (* 1967), estnische Biathletin
- Eveline Peterson (1892–?), englische Badmintonspielerin

### F
- Ferdinand Peterson (1887–1979), estnischer Ingenieur und Politiker
- Frank Peterson (* 1963), deutscher Musikproduzent
- Franklin Peterson (Musikwissenschaftler) (Franklin Sievewright Peterson; 1861–1914), britisch-australischer Musiker und Musikwissenschaftler
- Franklin Peterson (Filmeditor), US-amerikanischer Filmeditor
- Franklin Paul Peterson (1930–2000), US-amerikanischer Mathematiker
- Fredrik Peterson (* 1969), schwedischer Beachvolleyballspieler
- Fritz Peterson (1942–2023 oder 2024), US-amerikanischer Baseballspieler

### G
- Georg Peterson (1883–1964), schwedischer Leichtathlet
- Gilles Peterson (* 1964), französischer DJ, Radiomoderator und Musiklabel-Betreiber
- Greg Peterson (* 1991), US-amerikanischer Rugby-Union-Spieler

### H
- H. Lee Peterson, Filmeditor
- Hannibal Marvin Peterson (* 1948), US-amerikanischer Komponist und Jazztrompeter
- Hans Peterson (Schriftsteller) (1922–2022), schwedischer Schriftsteller
- Hans Peterson (Schauspieler), britischer Schauspieler
- Hardy Peterson (1929–2019), US-amerikanischer Baseballspieler
- Hector Peterson (1963–1976), südafrikanischer Schüler, siehe Hector Pieterson
- Helena Peterson (* 1962), schwedische Schwimmerin
- Hugh Peterson (1898–1961), US-amerikanischer Politiker

### I
- Ivars Peterson (* 1948), kanadischer Journalist

### J
- J. Hardin Peterson (1894–1978), US-amerikanischer Politiker
- Jack Peterson (1880–1964), britischer Hockeyspieler
- Jake Peterson (* 1994), US-amerikanischer Bobsportler
- Jeanne Arland Peterson (1921–2013), US-amerikanischer Jazzmusiker
- Jeret Peterson (1981–2011), US-amerikanischer Freestyle-Skier
- Jewel Peterson (* 1981), US-amerikanische Tennisspielerin
- Johan Christian Peterson, schwedischer Maler
- John Peterson (Ringer) (* 1948), US-amerikanischer Ringer
- John B. Peterson (1850–1944), US-amerikanischer Politiker
- John Bertram Peterson (1871–1944), US-amerikanischer Geistlicher, Bischof von Manchester
- John E. Peterson (* 1938), US-amerikanischer Politiker
- John Louis Peterson (1942–2007), US-amerikanischer Schlagzeuger der Rockband The Beau Brummels
- Jordan Peterson (* 1962), kanadischer klinischer Psychologe und Kulturkritiker
- Joseph Peterson (1878–1935), US-amerikanischer Psychologe
- Joseph F. Peterson (* um 1950), pensionierter US-amerikanischer Generalleutnant
- Joshua Peterson (* 1975), südafrikanischer Leichtathlet

### K
- K. Berry Peterson (1891–1952), US-amerikanischer Soldat, Jurist und Politiker
- Kai Peterson (* 1962), deutscher Schauspieler, Sprecher, Produzent und Sänger
- Karen Peterson, US-amerikanische Politikerin
- Karl Peterson (1828–1881), lettischer Mathematiker
- Kimberlee Peterson (* 1980), US-amerikanische Schauspielerin
- Kristian Jaak Peterson (1801–1822), estnischer Dichter
- Kristoffer Peterson (* 1994), schwedischer Fußballspieler

### L
- Lamont Peterson (* 1984), US-amerikanischer Boxer
- Lennie Peterson (* 1958), US-amerikanischer Grafiker, Illustrator, Musiker und Musikpädagoge
- Leonard Peterson (Tonmeister) (vor 1975), Tonmeister
- Leonard Peterson (Turner) (1885–1956), schwedischer Turner
- Leonard Byron Peterson (1917–2008), kanadischer Dramatiker
- Lex Peterson (1957–2004), neuseeländischer Bobsportler
- Linn Peterson (* 1994), kanadische Eishockeyspielerin
- Lorne Peterson, kanadischer Modellbauer
- Louise Peterson, deutsche Jugendschriftstellerin
- Lucky Peterson (1964–2020), US-amerikanischer Musiker

### M
- M. Blaine Peterson (1906–1985), US-amerikanischer Politiker
- Maggie Peterson (1941–2022), US-amerikanische Schauspielerin und Sängerin
- Malou Peterson (* 1995), schwedische Freestyle-Skierin
- Margaret O’Hagan Peterson (1902–1997), amerikanisch-kanadische Malerin und Hochschullehrerin
- Matthias Conrad Peterson (1761–1833), norwegischer Kaufmann und Journalist
- Maurice Peterson (1889–1952), britischer Diplomat
- Michael Peterson (Sänger) (* 1959), US-amerikanischer Sänger
- Michael Peterson (* 1970), deutscher Manager
- Michael Iver Peterson (* 1943), US-amerikanischer Schriftsteller
- Mike Peterson (* 1967), US-amerikanischer Ruderer
- Monica Peterson (* 1984), kanadische Fechterin
- Morris Peterson (* 1977), US-amerikanischer Basketballspieler

### N
- Nick Peterson (Ruderer) (* 1973), US-amerikanischer Ruderer
- Nick Peterson (Sänger) (* 1973), britischer Sänger und Komponist
- Nick Peterson (Biathlet), US-amerikanischer Biathlet
- Norm Peterson (Politiker) (* 1939), australischer Politiker

### O
- Oscar Peterson (1925–2007), kanadischer Jazzpianist

### P
- Patrick Peterson (* 1990), US-amerikanischer American-Football-Spieler
- Peep Peterson (* 1975), estnischer Gewerkschafter und Politiker
- Pete Peterson (* 1935), US-amerikanischer Politiker
- Peter George Peterson (1926–2018), US-amerikanischer Politiker und Manager
- Phillip P. Peterson (eigentlich Peter Bourauel; * 1977), deutscher Science-Fiction-Autor
- Pirjo Peterson (* 1982), estnische Fußballspielerin

### Q
- Qwalsius Shaun Peterson (* 1975), US-amerikanischer Künstler

### R
- Ralph Peterson (1962–2021), US-amerikanischer Jazzschlagzeuger
- Randolph L. Peterson (1920–1989), US-amerikanischer Mammaloge
- Randy Peterson, US-amerikanischer Jazzmusiker
- Ray Peterson (1939–2005), US-amerikanischer Rock’n’Roll-Sänger
- Rebecca Peterson (* 1995), schwedische Tennisspielerin
- Richard Peterson (1884–1967), norwegischer Tennisspieler
- Robert Peterson (Politiker) (1888–1968), US-amerikanischer Politiker
- Robert Peterson (Szenenbildner) (1909–1979), US-amerikanischer Szenenbildner
- Robert Peterson (Dichter) (1924–2000), US-amerikanischer Dichter
- Robert L. Peterson (* 1924), Missionar
- Robert W. Peterson (Schriftsteller) (1925–2006), US-amerikanischer Journalist und Schriftsteller
- Robert W. Peterson (Politiker, 1929) (1929–2013), US-amerikanischer Politiker
- Robert W. Peterson (Politiker, 1937) (1937–2020), kanadischer Politiker
- Rolf Peterson (* 1944), schwedischer Kanute
- Roger Peterson (1937–1959), US-amerikanischer Pilot
- Roger Tory Peterson (1908–1996), US-amerikanischer Ornithologe, Maler und Fotograf
- Ronnie Peterson (1944–1978), schwedischer Rennfahrer
- Roy Eric Peterson (* 1936), kanadischer Cartoonist
- Russell W. Peterson (1916–2011), US-amerikanischer Politiker
- Ruth D. Peterson, US-amerikanische Soziologin und Kriminologin

### S
- Sandra Peterson (1963–2000) kanadische Curlerin, siehe Sandra Schmirler
- Sandra Peterson (Managerin) (* 1959), US-amerikanische Managerin
- Sebastian Peterson (* 1967), deutscher Filmregisseur
- Selina Peterson (* 1983), deutsche Illustratorin und Grafikdesignerin
- Seth Peterson (* 1970), US-amerikanischer Schauspieler
- Sharon Peterson (* 1942), US-amerikanische Volleyballspielerin
- Sonja Peterson (* 1973), deutsche Wirtschaftsmathematikerin und Volkswirtschaftlerin
- Steve Peterson (* 1963), US-amerikanischer Ruderer
- Sydney Peterson (* 2002), amerikanische Paraskilangläuferin

### T
- Tabitha Peterson (* 1989), US-amerikanische Curlerin
- Tara Peterson (* 1991), US-amerikanische Curlerin
- Thage G. Peterson (* 1933), schwedischer Politiker (Sveriges socialdemokratiska arbetareparti)
- Teodor Peterson (* 1988), schwedischer Skilangläufer
- Tim Peterson (* 1978), kanadischer Schwimmer
- Thomas Peterson (* 1986), US-amerikanischer Radrennfahrer

### V
- Val Peterson (1903–1983), US-amerikanischer Politiker
- Vicki Peterson (* 1958), US-amerikanische Musikerin
- Vidal Peterson (* 1968), US-amerikanischer Schauspieler
- Voldemar Peterson (1908–1976), estnischer Fußballspieler

### W
- W. Wesley Peterson (William Wesley Peterson; 1924–2009), US-amerikanischer Informatiker
- Walter Peterson (Hockeyspieler) (1883–?), britischer Hockeyspieler
- Walter R. Peterson (1922–2011), US-amerikanischer Politiker
- Wayne Peterson (1927–2021), US-amerikanischer Komponist
- Wesley Peterson (Agrarwissenschaftler), US-amerikanischer Agrarökonom
- Wesley J. Peterson, Chemiker
- Wilhelm Peterson-Berger (1867–1942), schwedischer Komponist und Musikkritiker
- William Peterson (1856–1921), schottischer Altphilologe